# Корцано
Корцано је насеље у Италији у округу Бреша, региону Ломбардија.
Према процени из 2011. у насељу је живело 724 становника. Насеље се налази на надморској висини од 94 м.

## Становништво
| 1951. | 1961. | 1971. | 1981. | 1991. | 2001. | 2011. |
| ----- | ----- | ----- | ----- | ----- | ----- | ----- |
| 2.402 | 1.592 | 1.098 | 933   | 896   | 980   | 1.397 |